# Közönséges mérgesrája
A közönséges mérgesrája (Dasyatis pastinaca) a porcos halak (Chondrichthyes) osztályának sasrájaalakúak (Myliobatiformes) rendjébe, ezen belül a tüskésrájafélék (Dasyatidae) családjába tartozó faj.
A Dasyatis porcoshal-nem típusfaja.

## Előfordulása
A közönséges mérgesrája az Északi-tengerben ritkábban fordul elő, inkább az Atlanti-óceán keleti részein, valamint a Fekete-tenger és a Földközi-tenger vizeiben gyakori faj. Az ennél hidegebb vizeket kerüli. Homokos padokon gyakori az előfordulása, a víz alatti laza talajba szívesen fúrja bele magát.

## Megjelenése

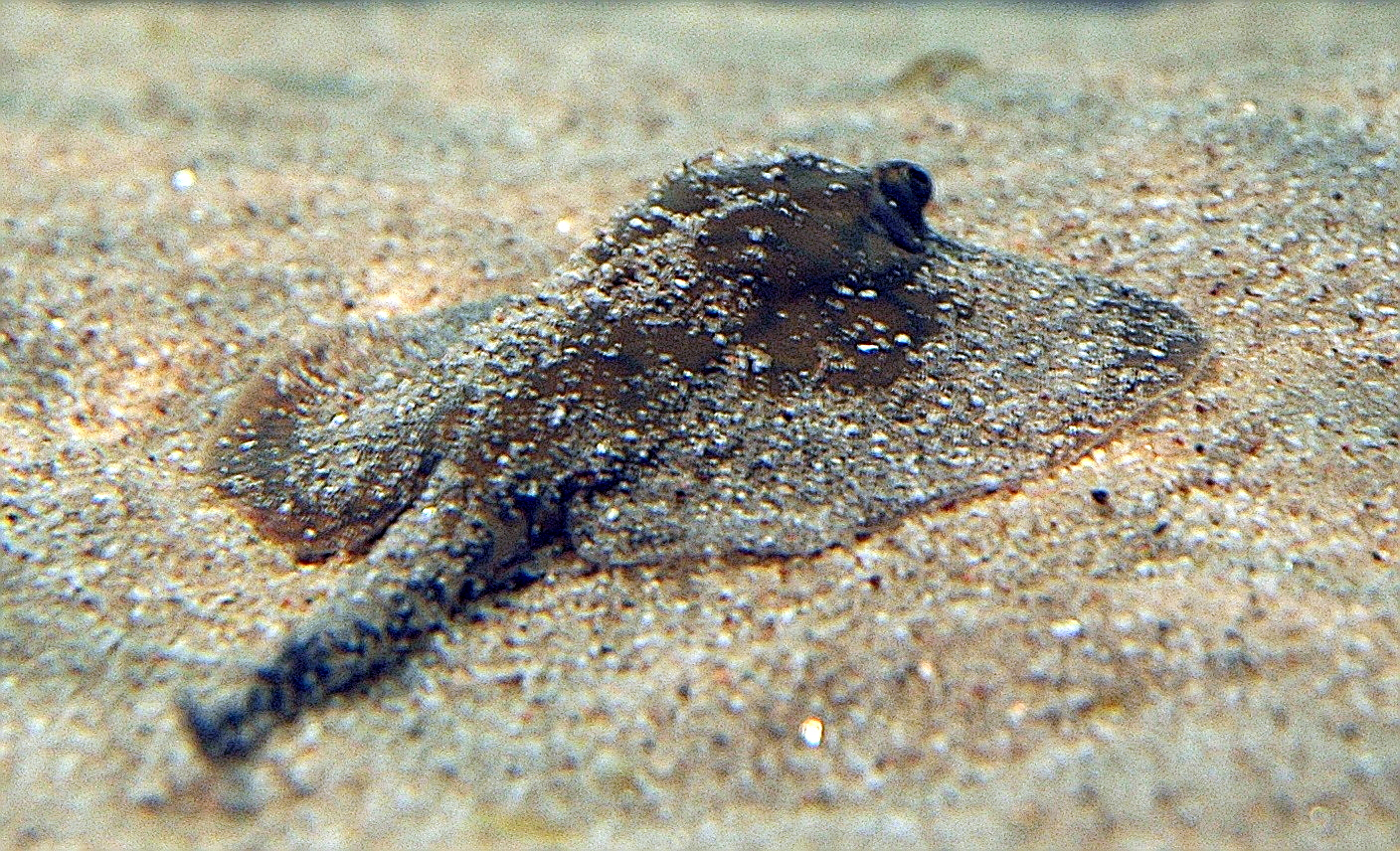
Homokban rejtőző mérgesrája

A közönséges mérgesrája maximum két és fél méter hosszú és másfél méter széles, de általában csak az 50–60 cm-es tartományban változik a méretük, a hímek mindig kisebbek a nősténynél. Színezetük a szürkésbarna és az olajzöld között változik, a fiatal példányok lehetnek fehéren pettyezettek. Testük felülnézetből rombusz alakú, amely kétágú, tüskés farokban végződik. A farok mérete 30–35 cm-es is lehet, felülete méreganyaggal van bevonva. A faj egyik jellegzetes bélyege, hogy jókora fecskendőnyílásaik vannak, nem ritka, hogy ezek az állat szeménél is nagyobbak. Testfelületük sima, bőrükben szórványosan fordulnak csak elő bőrfogak. Fogazatukat tekintve a hímeknek kiemelkedő, hegyes, a nőstényeknek lapos fogaik vannak, amelyek változatos számú sorokban találhatók meg az állkapocsban. Felül 28-38, alul 28-43 sor fogazat lehet. Mellúszóikat szárnyhoz hasonló mozdulatokkal használja, gyakorta ugranak ki a vízből.

## Életmódja
Táplálékul halakat, puhatestűeket, kagylókat és rákokat fogyaszt. Általában éjszaka mozdul ki rejtekéből. A pörölycápák kedvelt tápláléka. Magányosan és fajtársaival csoportot alkotva is előfordul, utóbbi esetben akár nemek szerint is csoportosulhatnak.

## Szaporodása
Ál-elevenszülő (ovovivipar) faj, egyszerre általában 4-6 kicsinye születik. Általában egy évben két almot gondoznak sekély vizű partok közelében. A kis ráják körülbelül 20 cm hosszúak és 8 cm szélesek születésükkor.

### Fordítás
- Ez a szócikk részben vagy egészben  a   Common stingray című angol Wikipédia-szócikk fordításán alapul.  Az eredeti cikk szerkesztőit annak laptörténete sorolja fel. Ez a jelzés csupán a megfogalmazás eredetét és a szerzői jogokat jelzi, nem szolgál a cikkben szereplő információk forrásmegjelöléseként.